# Чжу Янчжу
Чжу Янчжу (кит. упр. 朱杨柱, пиньинь Zhū Yángzhù; род. в сентябре 1986г.) — китайский военный инженер и тайконавт (космонавт).

## Биография
Чжу Янчжу родился в уезде Пэйсянь городского округа Сюйчжоу провинции Цзянсу в сентябре 1986 года. Он очень хорошо учился в средней школе и был принят в Национальный оборонный научно-технический университет в Чанше в сентябре 2005 года без каких-либо дополнительных вступительных экзаменов. При этом он был автоматически зачислен в Сухопутные войска Народно-освободительной армии Китая, хотя учился на факультете проектирования ракет аэрокосмической техники.
Чжу Янчжу получил докторскую степень в области аэродинамики и гидродинамики. В 2017 году он был назначен в Академию аэрокосмической техники при НОАК адъюнкт-профессором и достиг звания полковника в армии.
Когда в апреле 2018 года в Китае был объявлен 3-й набор в отряд космонавтов (отбор впервые велся не только среди летчиков-истребителей, но и из инженеров и ученных), Чжу Янчжу успешно прошел трехэтапный отбор. Официальная церемония приведения к присяге состоялась 1 октября 2020 года, в Национальный день Китая.
В июне 2022 года Чжу Янчжу был выбран в качестве бортинженера пилотируемой миссии «Шэньчжоу-16» для пятимесячного полета в составе 5-й основной экспедиции  на космическую станцию Тяньгун. Миссия успешно стартовала 30 мая 2023 года и завершилась 31 октября 2023 года.
Статистика полетов
| # | Стартовый корабль | Старт, UTC               | Экспедиция  | Корабль посадки | Посадка, UTC             | Налёт                    | Выходы в открытый космос | Время в открытом космосе |
| - | ----------------- | ------------------------ | ----------- | --------------- | ------------------------ | ------------------------ | ------------------------ | ------------------------ |
| 1 | Шэньчжоу-16       | 30.05.2023, 01:31:13 UTC | Тяньгун (5) | Шэньчжоу-16     | 31.10.2023, 00:11:32 UTC | 153 дня 22 часа 40 минут | 1                        | ~8 часов                 |